# Staatswald südlich Bernbach
Der Staatswald südlich Bernbach ist ein am 4. September 1953 vom Landratsamt Calw durch Verordnung ausgewiesenes Landschaftsschutzgebiet auf dem Gebiet der Stadt Bad Herrenalb im Landkreis Calw.

## Lage und Beschreibung
Das Schutzgebiet liegt zwischen Bernbach und Bad Herrenalb und umfasst einen bewaldeten Höhenzug mit dem Tannschachberg, Rennberg und dem Pfahlwald. Es gehört zum Naturraum Grindenschwarzwald und Enzhöhen.
Das Landschaftsschutzgebiet ist nahezu vollständig bewaldet. Lediglich am Aschenbuckel bei Kullenmühle befinden sich größere Offenlandbereiche, die von Feuchtbiotopen geprägt sind.

## Zusammenhängende Schutzgebiete
Das Landschaftsschutzgebiet grenzt im Südosten an das Landschaftsschutzgebiet Bottenberg und im Westen an das Landschaftsschutzgebiet Michelbachtal. Im Norden grenzt das Landschaftsschutzgebiet Albtalplatten und Herrenalber Berge an. Damit ist das Gebiet Teil eines weitaus größeren Schutzgebietskomplexes. Die Flächen um den Falkenstein im Osten sind Teil des FFH-Gebiets Albtal mit Seitentälern. Zudem überschneidet sich das Gebiet teilweise mit dem Vogelschutzgebiet Nordschwarzwald. Das Gebiet liegt vollständig im Naturpark Schwarzwald Mitte/Nord. 
Der Falkenstein, der Mauzenstein und der Bernsteinfelsen sind als Naturdenkmale ausgewiesen.